# Michele Montanari
Michele Montanari (Noci, 16 settembre 1908 – Torino, 11 luglio 1995) è stato un cantante italiano.

## Biografia
Entrò all'EIAR vincendo, insieme ad Otello Boccaccini, Alfredo Clerici, Lina Termini, Gilberto Mazzi, Maria Jottini ed Aldo Masca, il concorso per voci nuove Gara nazionale per gli artisti della canzone, indetto dall'ente radiofonico nel 1938, iniziando ad incidere dischi per la Cetra ed a cantare nell'orchestra Barzizza con celebri brani come Grazie, Tu sei la musica, Marechiare, La canzone del boscaiolo, Notte sivigliana, Madonna malinconia, Prima di dormir bambina e Silenzioso slow, più noto come Abbassa la tua radio, per favor ed anche per il cinema, nei film La cena delle beffe di Alessandro Blasetti (1941), Carmela di Flavio Calzavara (1942), Campo de' fiori di Mario Bonnard e con Aldo Fabrizi (1943) ed I nostri sogni di Vittorio Cottafavi (1943).
.

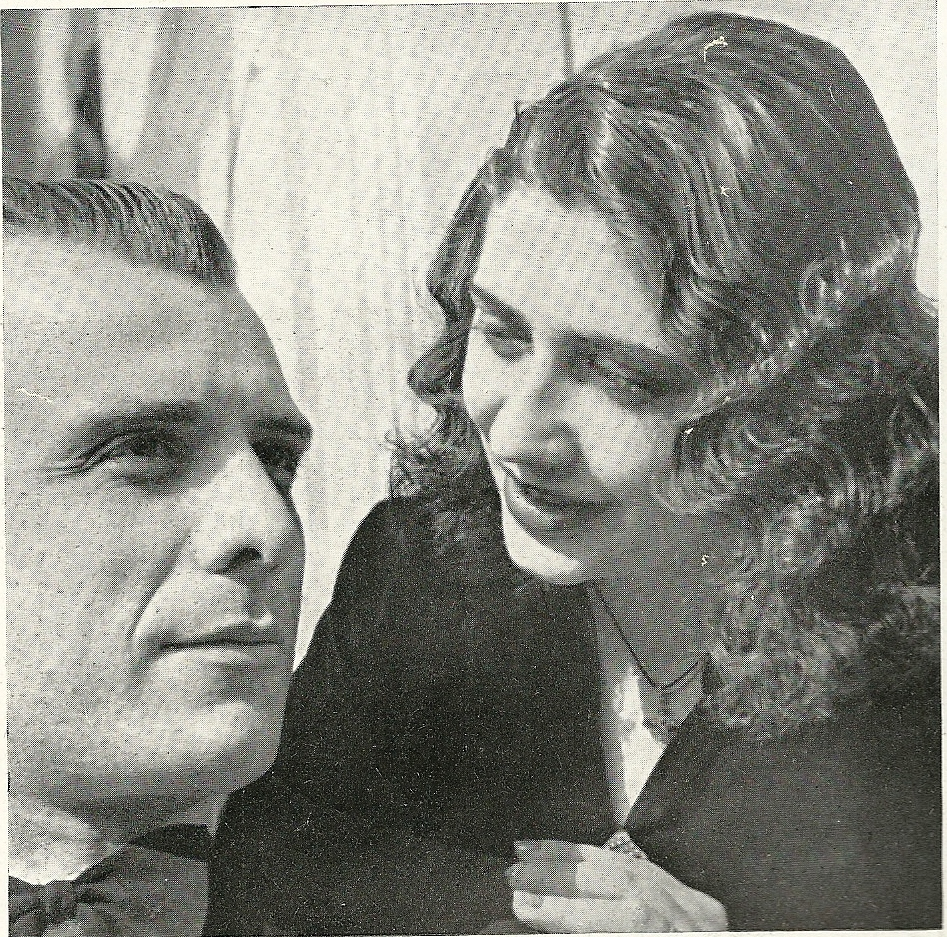
Michele Montanari e Norma Bruni all'EIAR Torino 1941

Nel 1940 con Alberto Rabagliati incide Il canto dei volontari; diventano molto popolari due canzoni che l'EIAR trasmetteva nel programma "Le canzoni del tempo di guerra": Vincere, vincere, vincere di Arconi e Zambrelli (ottobre 1940) e La canzone dei sommergibili, di Ruccione e Zorro, con l'orchestra Angelini.
Queste canzoni purtroppo gli si appiccicarono addosso e fecero di lui, a torto, la voce del fascismo. A questo proposito, nel libro "Solo me ne vo per la città" di Everardo Dalla Noce (Augusto Ferrara editore, 1997) a pag. 95 è riportata questa sua affermazione:
Dopo essere apparso nel ruolo di se stesso nel film del 1940 di Giacomo Gentilomo Ecco la radio!, nel 1941 lascia l'EIAR e gira con la compagnia Assi della Radio, di cui fanno parte Otello Boccaccini, Alfredo Clerici, Gilberto Mazzi e le sorelle Mangini. Il presentatore è Nunzio Filogamo.

Ernesto Bonino, Michele Montanari, Caterina Lescano, Silvana Fioresi, Giuditta e Sandra Lescano, Pippo Barzizza all'EIAR di Torino febbraio 1941

Nel 1943, richiamato militare a Roma, si esibì in spettacoli per le forze armate e dopo le vicissitudini della guerra tornò a Torino ed il 14 febbraio 1946, dopo un difficile reinserimento alla radio, riuscì a tornare in sala d'incisione per registrare con l'orchestra di Beppe Mojetta Incantesimo e Sinfonia d'amore, versione italiana della celebre Symphonie.
Continuò a cantare, anche in locali da ballo, fino agli anni cinquanta, dopodiché, rallentando l'attività canora, si dedicò intensamente alla pittura, sua vecchia passione. Fece una mostra personale a Roma alla Galleria De Giosi e organizzò diverse mostre collettive, portando gli artisti piemontesi a Bari, e i pugliesi a Torino. Nella sua pittura predominano i paesaggi marini o fluviali, con colori tenui e luminosi.
In seguito partecipò a diversi revival in televisione e prese parte a spettacoli musicali insieme a vecchie glorie della canzone italiana, come Nilla Pizzi, Silvana Fioresi, Lidia Martorana, Ernesto Bonino, Gianni Ferraresi e Luciano Bonfiglioli.
L'ultimo spettacolo fu all'Auditorium della Rai di Torino il 12 novembre 1994 in occasione dei festeggiamenti per i novant'anni del maestro Cesare Gallino.

## Discografia parziale

### Singoli
- 1939: Nel cielo c'è una canzone d'amore/Ricordami (Parlophon, GP 92829; con Lina Termini)
- 1939: Ritmomania/Sul mar la luna pallida (Parlophon, GP 92925; con Maria Jottini e il Trio Vocale Sorelle Lescano)
- 1940: Appuntamento/Nuove parole (Parlophon, GP 92142)
- 1940: Passano i battaglioni/Vincere, vincere, vincere (Parlophon, GP 92145; con Isa Bellini e il Trio Vocale Sorelle Lescano)
- 1940: Carmencita/Serenata a Juanita (Cetra, IT 852; con Lina Termini, Alfredo Clerici e Silvana Fioresi)